# Öreglyuk

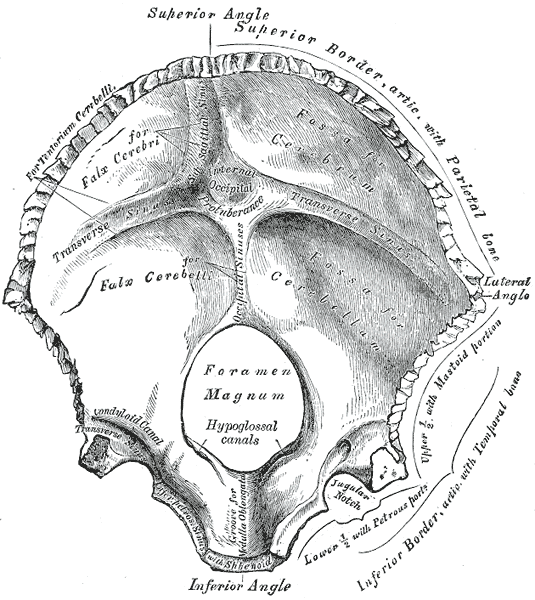
Az öreglyuk középen látható

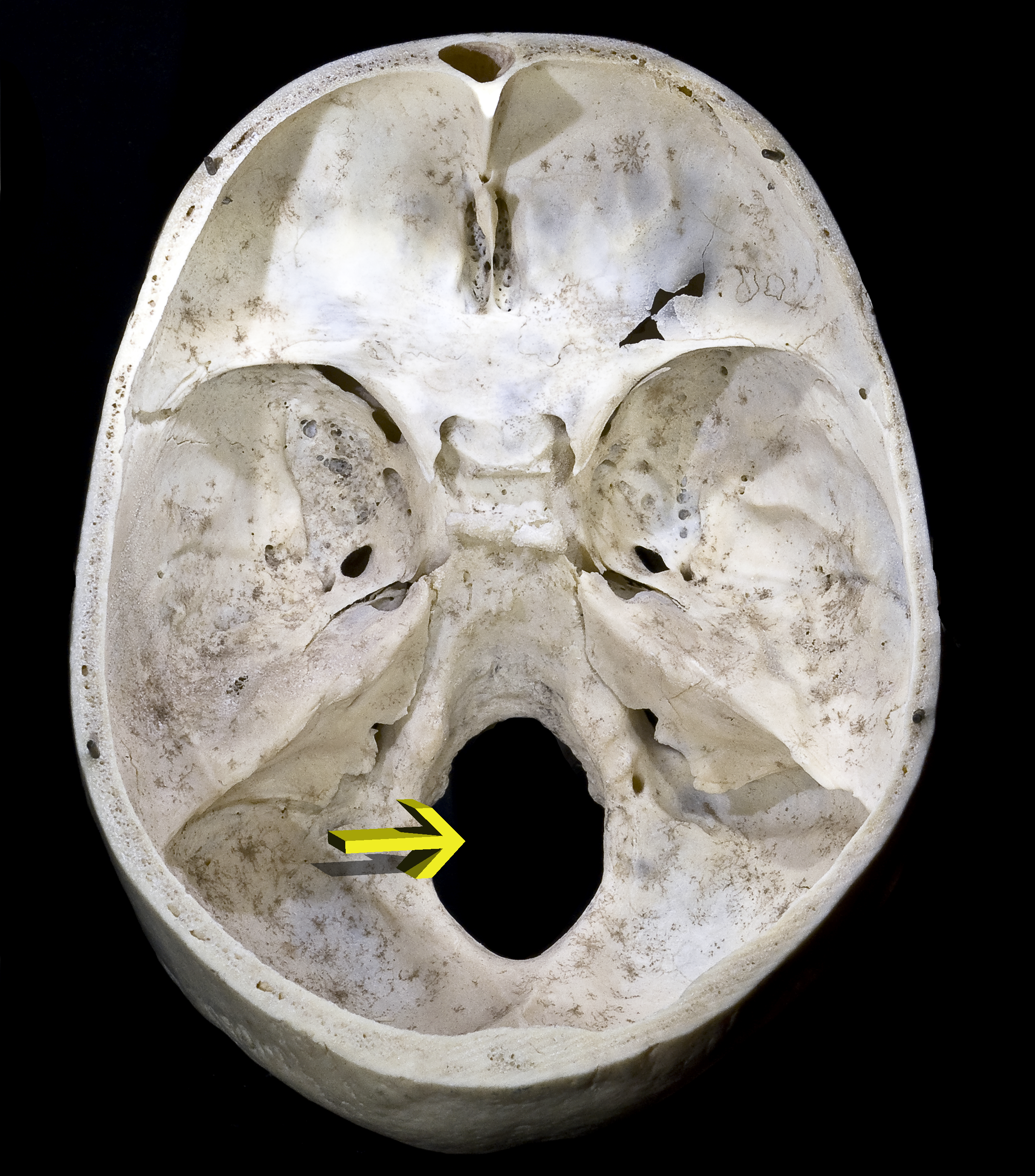
Foramen magnum

Az öreglyuk (latinul foramen magnum) egy körülbelül 3 cm átmérőjű lyuk a nyakszirtcsont (os occipitale) alsó részén. A gerincvelő lép itt ki (pontosabban a medulla oblongata). Továbbá itt lép ki és be a XI. agyideg (járulékos ideg = nervus accessorius) a gerincartériák (arteria vertebralis), az elülső és hátulsó tövisartériák (arteria spinalis anterior et posterior), az axisnak a ligamentum occipitoaxialisa és a ligamentum alarisa (ligamentum = szalag).